# Allobunus distinctus
Allobunus distinctus is een hooiwagen uit de familie Triaenonychidae. De wetenschappelijke naam van Allobunus distinctus gaat terug op Hickman.